# Troféu Valle d'Aosta de Voleibol Feminino
Troféu Valle d'Aosta de Voleibol Feminino (em francês, Vallée Trophée d'Aosta vôlei de-ball féminin) foi um campeonato amistoso de vôlei feminino organizado pela FIPAV sob o patrocínio do Valle d'Aosta e da cidade de Courmayeur. O evento também era comumente chamado de Torneio de Courmayeur. Participavam a seleção anfitriã italiana e outros 3 ou 4 times que intercalavam-se ao longo dos anos, mas que desempenharam um papel importante no voleibol internacionalmente. Por causa de um público não muito numeroso, em 2009, a FIPAV decidiu suprimir o torneio e criar um novo em Turim.

## Fórmula de disputa
A fórmula de disputa foi mudada a cada ano, também dependendo do número de participantes. Às vezes, foi disputada em duas etapas: a primeira fase foi uma fase única, onde as equipes competiram com a fórmula do round-robin, ou seja, todos contra todos. Após a primeira fase, as duas primeiras equipes competiram pelo primeiro lugar, enquanto as duas últimas concorreram pelo terceiro. Em outra edição, após a fase de grupos, foram disputadas as semifinais e as finais em cruzamento olímpico. Outras vezes, foi realizado um "sistema de pontos corridos", onde todas as equipes enfrentaram-se e o vencedor foi aquele com o maior número de pontos.

## Estrutura
O campeonato era realizado no Valle d'Aosta Courmayeur Fórum Sport Center. O complexo geralmente é utilizado para as disciplinas tipicamente de inverno, como a patinação e o hóquei, embora seja possível transformá-lo para a disputa de modalidades de verão, como o voleibol ou o tênis.

## Edições
| Ano  | Sede       | Pódio  | Pódio    | Pódio               |
| Ano  | Sede       | Ouro   | Prata    | Bronze              |
| ---- | ---------- | ------ | -------- | ------------------- |
| 2004 | Courmayeur | Brasil | Itália   | Japão               |
| 2005 | Courmayeur | Brasil | Itália   | Sérvia e Montenegro |
| 2006 | Courmayeur | Brasil | Itália   | Japão               |
| 2008 | Courmayeur | Itália | Alemanha | Rússia              |